# Seweryn Wachowski
Seweryn Wachowski (ur. w 1859 w Mikołajówce, na Wołyniu 

## Życiorys
Ukończył wydział mechaniczny Instytutu Technologicznego w Petersburgu (1882). W l. 1886–1891 był technikiem na Kolei Fastowskiej (Фастовская железная дорога) na Ukrainie. W latach 1894–1897 był pomocnikiem inżyniera w trakcie budowy, a następnie kierownikiem odcinka Kolei Riazańsko-Uralskiej (Рязано-Уральская железная дорога). Jako bliski współpracownik Stanisława Kierbedzia uczestniczył w latach 1897–1910 w budowie a potem eksploatacji Kolei Wschodniochińskiej (Китайско-Восточная железная дорога). Przez pewien czas był zastępcą głównego inżyniera Aleksandra I. Jugowicza, i zaprojektował jeden z najtrudniejszych i najdłuższych odcinków linii zachodniej prowadzącej od granicznej stacji Mandżuria do Harbina. Kierbedź powierzył mu zorganizowanie floty handlowej Kolei Wschodniochińskiej. W tym celu Wachowski został oddelegowany do Belgii, gdzie zawarł kontrakt na specjalnie dla tej floty budowane statki oraz barki o niewielkim zanurzeniu, nadające się do wykorzystania na rzece Sungari. Statki te dostarczono w częściach do Władywostoku, i dalej koleją do Imanu Ussuryjskiego, gdzie były montowane, załadowywane towarami i wysyłane drogą wodną do Harbina. W stosunkowo krótkim czasie Wachowski zdołał uruchomić 18 statków, 4 kutry motorowe, 40 barek stalowych i 20 barek drewnianych oraz pogłębiarkę. Flotę tę Rosjanie utracili podczas wojny z Japonią. W trakcie pracy w Kolei Wschodniochińskiej mieszkał w Harbinie, i tam aktywnie uczestniczył w życiu tamtejszej kolonii polskiej, był m.in. prezesem miejscowego Rzymsko-Katolickiego Towarzystwa Dobroczynności i jednym z inicjatorów budowy kościoła parafialnego.
W 1904 przeniósł się do Petersburga. W 1912 był tam dyrektorem przedstawicielstwa Tow. Machin i Odlewów K. Rudzki i S-ka w Warszawie. Po wybuchu I wojny światowej był działaczem i członkiem Komitetu Głównego Polskiego Towarzystwa Pomocy Ofiarom Wojny. Na przełomie 1918–1919 przebywał w Kijowie; został wzięty jako zakładnik przez bolszewików, ale udało mu się uciec.
W niepodległej Polsce zamieszkał w Warszawie, gdzie w 1920 założył warsztat wyrobów mechanicznych, maszyn i lokomotyw. Od 1921 był prezesem i współzałożycielem Belgijsko-Polskiego Tow. Handlowo-Przemysłowego „Belpol” Sp. Akc. Był także przedstawicielem na Polskę, Finlandię, Estonię, Łotwę, Rosję i Ukrainę zakładów John Cockerill w Seraing (oferował konstrukcję stalowe i szyny kolejowe, lokomotywy, maszyny parowe, silniki spalinowe, statki, a także armaty, pancerze do okrętów i fortyfikacji oraz wieże pancerne). W latach dwudziestych piastował honorowy urząd Sędziego Sądu Handlowego w Warszawie. Był także rewidentem Izby Przemysłowo-Handlowej w Warszawie. W latach 1930. był prezesem warszawskiego koła Stowarzyszenia Techników Polskich, oraz członkiem jego sekcji skupiającej wychowanków Instytutu Technologicznego w Petersburgu.Od 1929 wchodził w skład zarządu Giełdy Mięsnej w Warszawie. Od 1930 pełnił funkcję ławnika magistratu i członka zarządu Gazowni Miejskiej m.st. Warszawy. 
Pochowany został wraz z żoną na Cmentarzu Powązkowskim w Warszawie, kwatera 284a-wprost rząd 4, miejsce 12. 

## Rodzina
Syn polskiego ziemianina Marka Józefa, i Erazmy z Dzięciołowskich, mąż Jadwigi z Sommersów (1862-1931), ojciec inżyniera Zygmunta, przedwojennego kierowcy rajdowego i rzeczoznawcy Automobilklubu Polskiego.